# Judith Benedikt
Judith Benedikt (geb. 1977 in Lienz, Osttirol) ist eine österreichische Kamerafrau.

## Leben
Von 1998 bis 2007 studierte sie Bildtechnik und Kamera an der Universität für Musik und darstellende Kunst Wien (Abt. Film und Fernsehen) bei Christian Berger. Bereits während des Studiums war sie an der Entwicklung des Cine Reflect Lighting Systems (CRLS) beteiligt und arbeitete in frühen Projekten eng mit Berger zusammen. Von 2018 bis 2024 war sie als Licht-Expertin bei The Lightbridge tätig und trug wesentlich zum Aufbau der Firma bei.
Seit 2003 ist Benedikt als freie Kamerafrau für Kino- und Fernsehproduktionen tätig. Ihre Arbeiten wurden mehrfach ausgezeichnet und auf internationalen Festivals gezeigt. 2020 erhielt sie die Romy für die Beste Bildgestaltung Kino für Backstage Wiener Staatsoper (Regie: Stephanus Domanig), 2022 den Diagonale-Preis für die Beste Bildgestaltung Dokumentarfilm für Zusammenleben (Regie: Thomas Fürhapter), sowie Nominierungen für den Österreichischen Filmpreis in der Kategorie Beste Kamera für Souls of a River (Regie: Kris Krikellis, 2024) und …ned, tassot, yossot… (Regie: Brigitte Weich, 2025).
Internationale Aufmerksamkeit erlangte sie insbesondere durch ihre Co-Regie und Kameraarbeit an dem vielfach ausgezeichneten Dokumentarfilm Weiyena – Ein Heimatfilm (2020), einer Zusammenarbeit mit der Regisseurin Weina Zhao. Der Film wurde unter anderem mit dem VIKTOR DOK.deutsch Preis beim DOK.fest München 2020 ausgezeichnet.
Ihr Stil wurde von internationalen Medien vielfach gewürdigt: Variety bezeichnete ihre Arbeit als „well-composed lensing“, Cineuropa schrieb von Bildern, „die fast wie Gemälde wirken“, und das Festival CPH:DOX verglich ihre Bildgestaltung mit der von Jacques Tati und Harun Farocki. Benedikts Bildgestaltung wird von Kritik und Fachwelt als einfühlsam, atmosphärisch dicht und erzählerisch präzise beschrieben. 
Neben ihrer Kameraarbeit war sie auch als Fotografin tätig – u. a. für die Bildbände Unberührte Schönheit und Die Kuh – Eine Hommage. Ihre filmische Arbeit führte sie in mehr als 35 Länder weltweit.
Seit 2019 unterrichtet sie als Gastlektorin für Dokumentarfilmkamera an der Kunstuniversität Linz, Institut für Zeitbasierte Medien.
Judith Benedikt ist Mitglied der Akademie des Österreichischen Films, der Europäischen Filmakademie, dok.at sowie der Initiativen Cinematographinnen und die Regisseur*innen.

## Filmografie (Auswahl)
- 2025: The Last Ambassador (Kamera: Natalie Haller, Judith Benedikt, Jordan Bryon, Regie: Natalie Haller)
- 2024: Raiffeisen – 100 Hände für Rosa. Wir macht’s Möglich, (Regie: Jon Barber)
- 2024: Die Lobau – Der Dschungel der Wiener*innen, (Regie: Ulli Gladik)
- 2024: Cleaning & Cleansing, (Kamera: Judith Benedikt, Manuel Zauner, Thomas Fürhapter, Regie: Thomas Fürhapter)
- 2023: Unser Vater, (Regie: Miklos Gimes)
- 2023: …net, tassot, yossot… (Regie: Brigitte Weich)
- 2023: Bell Vie (Regie: Lotte Schreiber)
- 2023: Souls of a River, (Regie: Kris Krikellis)
- 2023: Devoti Tutti (Kamera: Judith Benedikt und John Benam, Regie: Bernadette Wegenstein)
- 2022: Verschwinden/Izginjanje (Regie: Andrina Mračnikar)
- 2022: Zusammenleben (Regie: Thomas Fürhapter)
- 2022: Fiaker - A echts Weana Kind, (Regie: Ulli Gladik)
- 2021: Weiyena – Ein Heimatfilm (Regie: Weina Zhao und Judith Benedikt)
- 2021: The Conductor (Kamera: Shana Hagan, Judith Benedikt, John Benam, Regie: Bernadette Wegenstein)
- 2019: Backstage Wiener Staatsoper (Regie: Stephanus Domanig)
- 2019: Inland (Kamera: Ulli Gladik, Judith Benedikt, Elke Groen, Regie: Ulli Gladik)
- 2017: Die 3. Option (Regie: Thomas Fürhapter)
- 2017: Architektur muss brennen (Regie: Mathias Frick)
- 2015: Papa hat sich erschossen (Regie: Dagmar Knöpfel)
- 2014: Was wir nicht sehen (Regie: Anna Katharina Wohlgenannt)
- 2009: Hana, dul, sed (Regie: Brigitte Weich)
- 2007: Bleiben will ich, wo ich nie gewesen bin, (Regie: Libertad Hackl)